# Dwight (Kansas)
Dwight – miasto w Stanach Zjednoczonych, w stanie Kansas, w hrabstwie Morris.